# Zephyr de Spokane
Le Zephyr de Spokane (officiellement en anglais : Spokane Zephyr) est une franchise féminine de soccer américaine basée à Spokane dans l'État de Washington. Elle évolue en USL Super League.

## Histoire
En 2023, la franchise du Zephyr de Spokane est créée pour participer à la nouvelle USL Super League, qui débute en 2024. Elle fait partie du même groupe que le Spokane Velocity en USL League One.
En mai 2024, le club annonce sa première recrue, Marley Canales, en provenance du Seattle Reign voisin.